# Oligodon annamensis
Espèce
Statut de conservation UICN

 DD  : Données insuffisantes
Oligodon annamensis est une espèce de serpent de la famille des Colubridae.

## Répartition
Cette espèce est endémique du Viêt Nam. Elle se rencontre dans la province de Lâm Đồng.

## Étymologie
Son nom d'espèce, composé de annam et du suffixe latin -ensis, « qui vit dans, qui habite », lui a été donné en référence au lieu de sa découverte, l'Annam, protectorat français de 1883 à 1945 au centre de l'Indochine.

## Publication originale
- Leviton, 1953 : A new snake of the genus Oligodon from Annam. Journal of the Washington Academy of Sciences, vol. 43, no 12, p. 422-424 (texte intégral).